# Javier Jattin
Javier Jattin (né le 24 avril 1983 , à Barranquilla, Colombie), est un mannequin et acteur colombien.

## Carrière
Javier Jattin est né à Barranquilla, en Colombie en 1983. Il a appris la danse, le chant et l'improvisation. Il a participé à des classes personnalisées et des ateliers d'acteurs.
En 2012, il débute à Televisa dans la telenovela La mujer del vendaval.

## Télévision
- 2018 - : Sin senos sí hay paraíso : Tony Campana
- 2017-2018 : Tarde lo conocí : Héctor Méndez
- 2015-2016 : La vecina : Eliseo "Cheo" González

- 2014-2015 : Hasta el fin del mundo : Paolo Elizondo
- 2014 : El color de la pasión : Román Andrade[2]
- 2013-2014 : Las trampas del deseo : Darío Alvarado Jáuregui
- 2012-2013 : La mujer del vendaval : Camilo Preciado
- 2012 : Casa de reinas : Chepe Fortuna
- 2011-2012 : Primera Dama : Mariano Zamora[3]
- 2010-2011 : Chepe Fortuna : José « Chepe Fortuna »
- 2009-2010 : Niños Ricos, Pobres Padres : Matías Quintana
- 2008 : El penúltimo beso : Kike
- 2007 : Tu voz estéreo 1 épisode

## Théâtre
- 2014-2015 : A la orilla del río

## Présentateur
- Vuelese si puede City TV
- Premios TvyNovelas 2012 avec Alejandra Azcárate

## Nominations et récompenses

### Premios TVyNovelas
| Année | Catégorie                                  | Telenovela ou série | Résultat |
| ----- | ------------------------------------------ | ------------------- | -------- |
| 2012  | Meilleur acteur de telenovela              | Primera dama        | Nommé    |
| 2011  | Meilleur acteur protagoniste de telenovela | Chepe Fortuna       | Gagnant  |

### Autres récompenses
- Sol de Oro (Círculo Nacional de Periodistas A.C. (CINPE)) au Mexique : meilleur acteur étranger pour La mujer del vendaval